# جلان ووكر
جلان ووكر (بالإنجليزية: Glen Walker) هو لاعب كرة قدم أمريكية أمريكي، ولد في 16 يناير 1952 في توررانسي في الولايات المتحدة.

## وصلات خارجية
- جلان ووكر على موقع مرجع كرة القدم المحترفة.كوم (الإنجليزية)
- جلان ووكر على موقع JustSportsStats.com (الإنجليزية)